# Difa
Difa (tiếng Ả Rập: ديفة, cũng đánh vần Difeh) là một ngôi làng ở phía tây bắc Syria thuộc bộ phận hành chính của Phân khu Muzayraa thuộc quận al-Haffah, nằm ở phía đông Latakia. Theo Cục Thống kê Trung ương Syria (CBS), Difa có dân số 403 trong cuộc điều tra dân số năm 2004. Cư dân của nó chủ yếu là Alawites. Difa là nơi sinh của nhà thơ nổi tiếng Badawi al-Jabal.